# 그라비톨루스
그라비톨루스 ('무거운 돔'이란 뜻) 후두류 공룡의 한 속으로 백악기 후기 (샹파뉴절, 7500만년 전) 에 살았다. 후두류 공룡으로 단단한 뼈로 된 두꺼운 두개골을 가지고 있었다. 그라비톨루스는 캐나다의 앨버타 주에 살았으며 1979년에 W.P. 월 과 피터 골턴에 의해 보고되었다. 모식종은 그라비톨루스 알베르타에(Gravitholus albertae)이다. 고생물학자들 사이에서는 그라비톨루스가 별개의 속으로 존재할 만한 특징이 있는지, 아니면 스테고케라스와 동물이명으로 취급되어야 하는지 논쟁이 있다. 최근의 연구들을 보면 유효한 속으로 간주하는 것 같다.

## 참고 문헌
- Wall, W.P. & Galton, P.M. (1979). "Notes on pachycephalosaurid dinosaurs (Reptilia: Ornithischia) from North America, with comments on their status as ornithopods". Canadian Journal of Earth Sciences. 16:1176-1186

- Maryanska, T., Chapman, R.E., and Weishampel, D.B. (2004). "Pachycephalosauria". In D. B. Weishampel, P. Dodson & H. Osmólska (eds.), The Dinosauria (second edition). University of California Press, Berkeley 464-477